# Cratyna vera
Cratyna vera är en tvåvingeart som beskrevs av Werner Mohrig 1996. Cratyna vera ingår i släktet Cratyna och familjen sorgmyggor. Inga underarter finns listade i Catalogue of Life.